# As Falls Wichita, So Falls Wichita Falls
| Recensione | Giudizio |
| ---------- | -------- |
| AllMusic   | [ 2 ]    |

As Falls Wichita, So Falls Wichita Falls, pubblicato nel 1981 dall'etichetta discografica ECM Records, è un album discografico di Pat Metheny e Lyle Mays, allora rispettivamente bandleader e tastierista del Pat Metheny Group.

## Titolo
Wichita e Wichita Falls sono due località statunitensi, situate rispettivamente nel Kansas e nel Texas. Il calembour che dà il titolo all'album e al brano omonimo (in italiano traducibile: «Come cade Wichita, così cade Wichita Falls») si deve al bassista Steve Swallow che Pat Metheny negli anni settanta aveva conosciuto nel Gary Burton Quintet, e che nell'ambiente era appunto noto per la sua abilità nell'inventare su due piedi titoli originali e fantasiosi. Metheny, cui la frase in questione era rimasta impressa da allora, non dovette far altro che telefonare al collega per chiedergli il permesso di utilizzarla. Swallow in seguito dichiarò che quell'espressione non aveva per lui alcun significato recondito ma era semplicemente una metafora per indicare due eventi che fossero naturale conseguenza l'uno dell'altro.

## Contenuto
La registrazione vede i soli Metheny e Mays suonare quasi tutti gli strumenti (chitarre e basso elettrico il primo, pianoforte e tastiere il secondo). Unico ospite, il percussionista e vocalist brasiliano Naná Vasconcelos che per un paio d'anni dopo quest'album entrerà stabilmente a far parte anche del Pat Metheny Group, condizionandone fra l'altro in modo significativo il sound con il caratteristico uso di vocalizzi affiancati alle percussioni.
In confronto agli unici due lavori del Pat Metheny Group allora pubblicati (1978-79) e in generale rispetto alla produzione del chitarrista di Lee's Summit fino a quel momento, l'album propone un approccio musicale più astratto, dai tempi più dilatati – specialmente nella title track che occupa tutto il lato A – e con una fusione di elementi elettronici e acustici. I due autori intesero il disco come un viaggio ideale nelle loro radici musicali più profonde e, più in generale, in quelle dell'intero continente americano: il Nordamerica è rappresentato da loro stessi, mentre il Sudamerica è incarnato da Vasconcelos.
Il brano September Fifteenth è espressamente dedicato al pianista e compositore jazz statunitense Bill Evans – morto il 15 settembre 1980, da cui il
titolo – e nella parte finale lascia infatti largo spazio al pianoforte di Mays. Questa traccia e la successiva "It's for You" comparvero anche nella colonna sonora del film Fandango (1985) di Kevin Reynolds. 
"It's for You" è l'unico momento del disco in cui Metheny si ritagli uno spazio di virtuosismo alla chitarra elettrica nello stile tipico della sua produzione fino ad allora, sia come side man che come bandleader.
La traccia conclusiva Estupenda Graça (scritto erroneamente: Graca sulla copertina del disco) è chiamata così perché parte della melodia che Vasconcelos vi canta somiglia al brano tradizionale Amazing Grace (titolo del quale «estupenda graça» è appunto la traduzione in lingua portoghese, nativa del percussionista). Estremamente popolare negli Stati Uniti e non solo, Amazing Grace è un inno religioso del '700 il cui testo fu scritto da John Newton, ex capitano di navi negriere convertitosi al Cristianesimo. Tale riferimento storico-culturale rende la chiusura dell'album un omaggio alle radici africane di una parte significativa della musica americana, dovute appunto alla tratta degli schiavi dall'Africa alle Americhe avvenuta tra i secoli XVI e XIX.

## Tracce
Musiche di Pat Metheny e Lyle Mays.
Lato A
1. As Falls Wichita, So Falls Wichita Falls – 20:44

Lato B
1. Ozark – 4:03
2. September Fifteenth (Dedicated to Bill Evans) – 7:44
3. "It's for You" – 8:20
4. Estupenda Graça – 2:40

## Formazione
- Pat Metheny – chitarra elettrica e acustica a 6 e 12 corde, basso elettrico
- Lyle Mays – pianoforte, sintetizzatore, organo, autoharp
- Nana Vasconcelos – berimbau, percussioni, voce

Note aggiuntive
- Manfred Eicher - produttore
- Registrazioni effettuate nel settembre 1980 al Talent Studio di Oslo, Norvegia
- Jan Erik Kongshaug - ingegnere delle registrazioni
- Klaus Frahm - foto copertina album originale
- Rob Van Petten - altre foto copertina album originale
- Barbara Wojirsch - design copertina album originale
- Ringraziamento speciale a Steve Swallow[4]

## Classifica
Album
| Anno | Classifica    | Posizione raggiunta |
| ---- | ------------- | ------------------- |
| 1981 | Billboard 200 | 50                  |